# Người nói mật mã

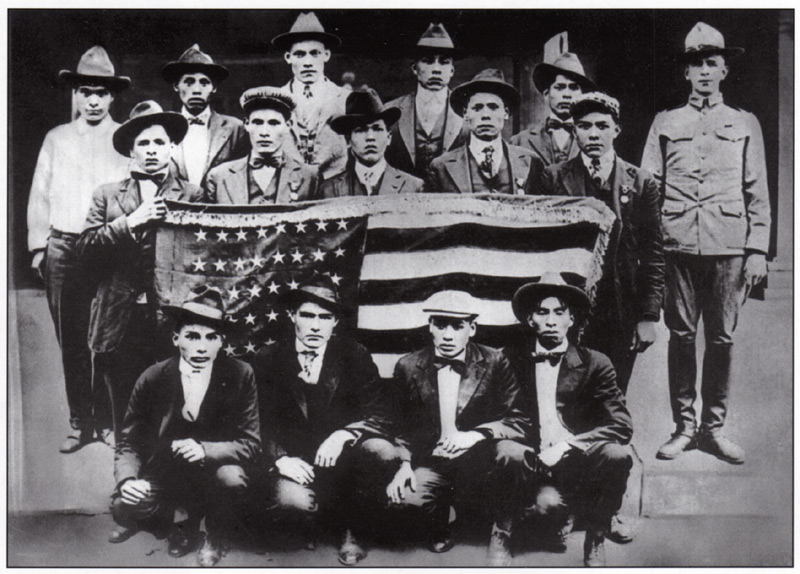
Những người lính Choctaw huấn luyện trong Thế chiến thứ nhất để truyền tín hiệu đã được mã hóa vô tuyến và bộ đàm

Một người nói mật mã (code talker) là một người được quân đội tuyển dụng trong thời chiến để sử dụng một ngôn ngữ ít được biết đến như một phương tiện liên lạc bí mật. Thuật ngữ này hiện thường được nhắc đến về các thành viên phục vụ của Hoa Kỳ trong các cuộc chiến tranh thế giới, những người đã sử dụng kiến thức của họ về ngôn ngữ bản địa của người Mỹ bản địa làm cơ sở để truyền tải các thông điệp được mã hóa. Đặc biệt, có khoảng 400 đến 500 người Mỹ bản địa tham gia Thủy quân lục chiến Hoa Kỳ với công việc chính là truyền đi các thông điệp chiến thuật bí mật. Những người nói mã truyền thông điẹp qua bộ đàm quân sự hoặc mạng lưới liên lạc vô tuyến bằng cách sử dụng các mã được phát triển chính thức hoặc không chính thức được xây dựng dựa trên ngôn ngữ mẹ đẻ của họ. Những người nói chuyện mật mã đã cải thiện tốc độ mã hóa và giải mã thông tin liên lạc với nhau trong các hoạt động tiền tuyến ở Thế chiến thứ hai.
Có hai loại mã được sử dụng trong Thế chiến thứ hai. Mã loại một thì được chính thức phát triển dựa trên ngôn ngữ của các dân tộc Comanche, Hopi, Meskwaki và Navajo. Họ đã sử dụng các từ trong ngôn ngữ của họ cho mỗi chữ cái trong bảng chữ cái tiếng Anh. Thông điệp có thể được mã hóa và giải mã bằng cách sử dụng một mật mã thay thế đơn giản trong đó bản mã là từ ngôn ngữ mẹ đẻ. Mã loại hai là không chính thức và được dịch trực tiếp từ tiếng Anh sang ngôn ngữ mẹ đẻ. Nếu không có từ nào trong ngôn ngữ mẹ đẻ để mô tả một từ quân sự, những người nói chuyện mật mã đã sử dụng các từ mô tả. Ví dụ, người Navajo không có từ chỉ tàu ngầm, vì vậy họ dịch nó là cá sắt.
Cái thuật ngữ Code Talker có liên quan chặt chẽ với những người nói song ngữ Navajo do Thủy quân lục chiến Hoa Kỳ tuyển dụng đặc biệt trong Thế chiến thứ hai để phục vụ trong các đơn vị ở Thái Bình Dương. Những người nói mã đầu tiên là các dân tộc Cherokee và Choctaw trong Thế chiến thứ nhất.
Những bộ tộc Mỹ bản địa khác đã được Quân đội Hoa Kỳ triển khai trong Thế chiến thứ hai, bao gồm cả Lakota, Meskwaki, Mohawk, Comanche, Tlingit, Hopi, Cree, và Crow ; họ đã phục vụ tại các chiến trường ở Thái Bình Dương, Bắc Phi và Châu Âu.

## Những ngôn ngữ

### Assiniboine
Những người bản ngữ nói tiếng Assiniboine đóng vai trò là người nói mã trong Thế chiến thứ hai để mã hóa thông tin liên lạc. Một trong những người như vậy là Gilbert Horn Sr., người lớn lên ở Khu bảo tồn người da đỏ Fort Belknap của Montana và trở thành một thẩm phán và chính trị gia của bộ lạc.

### Basque
Vào tháng 11 năm 1952, tạp chí Euzko Deya có nói rằng vào tháng 5 năm đó, khi gặp một số lượng lớn Thủy quân lục chiến Hoa Kỳ gốc Basque tại một trại ở San Francisco, Đại úy Frank D. Carranza đã nghĩ đến việc sử dụng ngôn ngữ Basque như là mật mã..
Theo tờ Euzko Deya, vào ngày 1 tháng 8 năm 1942, các Trung úy Nemesio Aguirre, Fernández Bakaicoa, và Juanana đã nhận được một thông điệp bằng tiếng Basque từ San Diego dành cho Đô đốc Chester Nimitz. Thông điệp ra lệnh Nimitz về Chiến dịch Apple để loại bỏ quân Nhật khỏi quần đảo Solomon. Họ cũng dịch ra ngày bắt đầu, là ngày 7 tháng 8, là ngày bắt đầu cuộc tấn công vào Guadalcanal. Khi chiến tranh kéo dài trên Thái Bình Dương, do sự thiếu hụt người nói tiếng Basque nên quân đội Hoa Kỳ cải tiến thành chương trình song song dựa trên việc sử dụng thêm cả người nói tiếng Navajo.
Vào năm 2017, Pedro Oiarzabal và Guillermo Tabernilla đã xuất bản một bài báo phản bác lại bài báo của Euzko Deya. Theo Oiarzabal và Tabernilla, họ không thể tìm thấy cái tên Carranza, Aguirre, Fernández Bakaicoa, hoặc Juanana trong Cục quản lý hồ sơ và lưu trữ quốc gia hoặc kho lưu trữ của quân đội Mỹ. Họ đã tìm thấy một số lượng nhỏ lính thủy đánh bộ Hoa Kỳ có họ tên Basque, nhưng không ai trong số họ làm việc trong lĩnh vực truyền tin.Vì vậy mà Pedro Oiarzabal và Guillermo Tabernilla gợi ý rằng câu chuyện của Carranza là một hoạt động của Văn phòng Dịch vụ Chiến lược để gây thiện cảm với tình báo Hoa Kỳ trong những người theo chủ nghĩa dân tộc Basque.

### Cherokee
Việc sử dụng người nói mã trong quân đội Hoa Kỳ là trong Chiến tranh thế giới thứ nhất. Những người lính Cherokee thuộc Sư đoàn Bộ binh 30 của Hoa Kỳ thông thạo ngôn ngữ Cherokee được chỉ định truyền tin trong Trận chiến Somme lần thứ hai. Theo Sĩ quan Sư đoàn, điều này diễn ra vào tháng 9 năm 1918 khi đơn vị của họ nằm dưới quyền chỉ huy của Anh.

### Choctaw
Trong Chiến tranh thế giới thứ nhất, đại đội trưởng Lawrence của quân đội Hoa Kỳ tình cờ nghe được Solomon Louis và Mitchell Bobb nói chuyện ở Choctaw. Sau khi điều tra sâu hơn, ông phát hiện ra rằng 8 người đàn ông Choctaw đã phục vụ trong tiểu đoàn. Những người đàn ông Choctaw trong Sư đoàn Bộ binh 36 của Lục quân đã được đào tạo để sử dụng ngôn ngữ của họ trong mật mã và đã giúp Lực lượng Viễn chinh Mỹ trong một số trận đánh của Cuộc tấn công Meuse-Argonne. Vào ngày 26 tháng 10 năm 1918, những người nói mật mã được đưa vào phục vụ và sau đó... "cục diện trận chiến đã thay đổi trong vòng 24 giờ ... và trong vòng 72 giờ, quân Đồng minh đã tấn công toàn diện."

### Comanche

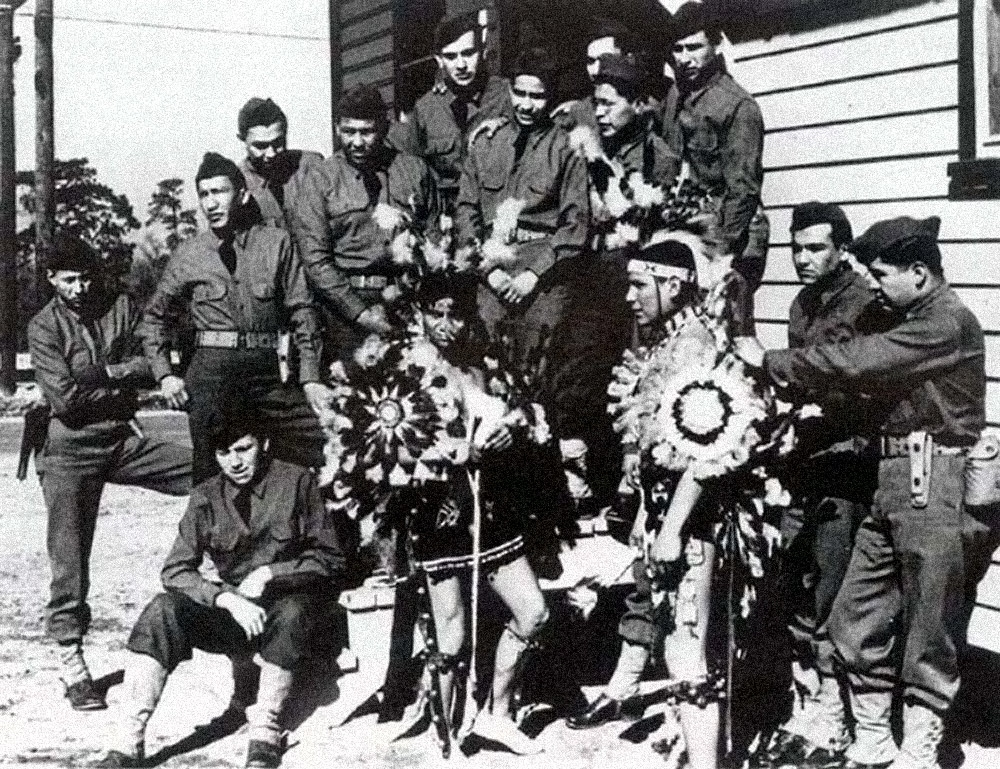
Những người nói mã Comanche của Đại đội 4

Các nhà chức trách Đức biết về việc sử dụng những người nói chuyện mật mã trong Thế chiến thứ nhất. Josef Goebbels tuyên bố rằng người Mỹ bản địa là người Aryan. Ngoài ra, người Đức đã cử một đội gồm ba mươi nhà nhân chủng học đến Hoa Kỳ để học các ngôn ngữ của người Mỹ bản địa trước khi Chiến tranh thế giới thứ hai bùng nổ. Tuy nhiên, nhiệm vụ này tỏ ra quá khó khăn vì có rất nhiều ngôn ngữ bản địa và tiếng địa phương. Mạc dù vậy, sau khi biết được nỗ lực của Đức Quốc xã, Quân đội Hoa Kỳ đã quyết định không triển khai chương trình nói mật mã quy mô lớn tại chiến trường châu Âu.
Ban đầu, 17 nhân viên mật mã đã được nhập ngũ nhưng ba người đã không thể thực hiện chuyến đi xuyên Đại Tây Dương khi đơn vị cuối cùng đã được triển khai Tổng cộng 14 người nói mật mã đã sử dụng ngôn ngữ Comanche và tham gia Cuộc xâm lược Normandy và phục vụ trong Sư đoàn Bộ binh 4 ở Châu Âu. Những người lính Comanche của Đại đội 4 đã biên soạn một kho từ vựng gồm 250 thuật ngữ mã sử dụng các từ và cụm từ trong ngôn ngữ của họ. Sử dụng phương pháp thay thế tương tự như phương pháp Navajo, những người nói mã đã sử dụng các từ mô tả từ ngôn ngữ Comanche cho những thứ không có bản dịch. Ví dụ, thuật ngữ mã trong ngôn ngữ Comanche cho xe tăng là rùa, máy bay ném bom là chim đang mang thai, súng máy là máy khâu, và Adolf Hitler là người da trắng điên rồ (hài hước thật...)
Hai trung đoàn viên mật mã Comanche được giao cho mỗi trung đoàn, và những người còn lại được giao cho sở chỉ huy Sư đoàn 4 Bộ binh. Ngay sau khi hạ cánh xuống Bãi biển Utah vào ngày 6 tháng 6 năm 1944, tàu Comanche bắt đầu truyền thông điệp. Một số bị thương sau cộc tấn công nhưng không ai thiệt mạng.
Năm 1989, chính phủ Pháp đã trao tặng cho những người nói mật mã Comanche là Chevalier của Huân chương Quốc gia. Vào ngày 30 tháng 11 năm 1999, Bộ Quốc phòng Hoa Kỳ đã trao tặng Charles Chibitty Giải thưởng Knowlton, để ghi nhận những công việc tình báo xuất sắc của ông.

### Cree
Trong Chiến tranh thế giới thứ hai, Lực lượng vũ trang Canada đã thuê những người lính nói tiếng Cree làm người nói mật mã. Do tuyên thệ giữ bí mật chính thức đến năm 1963, vai trò của những người nói chuyện mật mã Cree ít được biết đến hơn so với các đối tác Hoa Kỳ và không được chính phủ Canada công nhận.. Một bộ phim tài liệu năm 2016, Cree Code Talkers, kể về câu chuyện của một cá nhân người Métis, Charles "Checker" Tomkins. Tomkins qua đời vào năm 2003, nhưng đã được Bảo tàng Quốc gia Smithsonian về người Mỹ da đỏ phỏng vấn ngay trước khi ông qua đời. Trong khi anh ta xác định được một số người nói chuyện mật mã Cree khác, "Tomkins có thể là người cuối cùng  của đồng đội anh ta biết bất cứ điều gì về hoạt động bí mật này."

### Meskwaki
Một nhóm 27 người Meskwaki cùng nhau gia nhập Quân đội Hoa Kỳ vào tháng 1 năm 1941; họ chiếm 16% dân số Meskwaki của Iowa. Trong Chiến tranh Thế giới thứ hai, Quân đội Hoa Kỳ đã huấn luyện tám người đàn ông Meskwaki sử dụng ngôn ngữ "Fox" của họ như những người nói mật mã. Họ được chỉ định đến Bắc Phi. Tám người đã được truy tặng Huân chương Vàng của Quốc hội năm 2013; chính phủ đã trao giải thưởng cho đại diện của cộng đồng Meskwaki.

### Mohawk
Người nói mã ngôn ngữ Mohawk đã được Quân đội Hoa Kỳ sử dụng trong Thế chiến II tại chiến trường Thái Bình Dương. Levi Oakes, một người nói mật mã Mohawk sinh ra ở Canada, đượccuuwr đi để bảo vệ các thông điệp được gửi bởi Lực lượng Đồng minh bằng cách sử dụng Kanien'kéha, một ngôn ngữ phụ của Mohawk. Oakes qua đời vào tháng 5 năm 2019, người cuối cùng trong số những người nói mã ngôn ngữ Mohawk.

### Muscogee (Seminole và Creek)
Ngôn ngữ Muscogee được sử dụng làm mã loại không chính thức trong Thế chiến thứ hai bởi những người Seminole và Creek nhập ngũ trong Quân đội Hoa Kỳ. Tony Palmer, Leslie Richard, Edmund Harjo và Thomas MacIntosh từ Quốc gia Seminole của  bang Oklahoma đã được công nhận theo Đạo luật Công nhận những người nói mã năm 2008. Người còn sống cuối cùng, Edmond Harjo của Quốc gia Seminole của bang Oklahoma, qua đời vào ngày 31 tháng 3 năm 2014, ở tuổi 96. Tiểu sử của ông đã được kể lại tại lễ trao Huy chương Vàng của Quốc hội vinh danh Harjo và những người nói mật mã khác tại Điện Capitol Hoa Kỳ vào ngày 20 tháng 11 năm 2013.

### Navajo

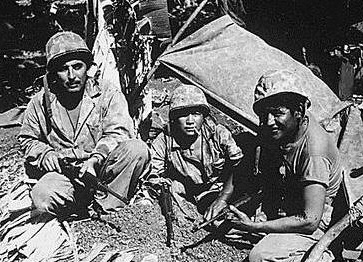
Những người nói mã Navajo, Saipan, tháng 6 năm 1944

Philip Johnston, một kỹ sư xây dựng của thành phố Los Angeles, đã đề xuất sử dụng ngôn ngữ Navajo cho Thủy quân lục chiến Hoa Kỳ vào đầu Thế chiến II. Và Johnston, một cựu chiến binh Thế chiến I, được nuôi dưỡng tại khu bảo tồn Navajo với tư cách là con trai của những người truyền giáo đến Navajo. Anh ấy là một trong số ít những người không phải Navajo nói ngôn ngữ này trôi chảy. Nhiều người đàn ông Navajo đã nhập ngũ ngay sau cuộc tấn công Trân Châu Cảng và hăng hái đóng góp vào nỗ lực chiến tranh.
Bởi vì Navajo có một ngữ pháp phức tạp, nó không thể hiểu được lẫn nhau ngay cả những người thân nhất của nó trong gia đình Na-Dene để cung cấp thông tin có ý nghĩa. Vào thời điểm đó, nó vẫn là một ngôn ngữ bất thành văn, và Johnston tin rằng Navajo có thể đáp ứng yêu cầu quân sự về một mật mã không thể giải mã được. Cú pháp và âm vị học phức tạp của nó, chưa kể đến vô số phương ngữ, khiến nó không thể hiểu được đối với bất kỳ ai nếu không được tiếp xúc và đào tạo sâu rộng. Một ước tính chỉ ra rằng khi Chiến tranh thế giới thứ hai bùng nổ, ít hơn 30 người không phải là người Navajo có thể hiểu được ngôn ngữ này.
Đầu năm 1942, Phillip Johnston quyết định gặp tướng chỉ huy của Quân đoàn đổ bộ, Thiếu tướng Clayton B. Vogel, và bộ tham mưu của ông. Johnston đã dàn dựng các điều kiện chiến đấu mô phỏng để chứng minh rằng những người đàn ông Navajo có thể truyền và giải mã một tin nhắn ba dòng trong 20 giây, so với 30 phút mà máy móc thời đó phải mất. Ý tưởng sử dụng người Navajo làm người nói mã đã được chấp nhận; Vogel đề nghị Thủy quân lục chiến tuyển 200 Navajo. 29 tân binh Navajo đầu tiên đã tham dự trại huấn luyện vào tháng 5 năm 1942. Nhóm đầu tiên này đã tạo ra mã Navajo tại Trại Pendleton.
Mã Navajo được chính thức phát triển và mô phỏng theo Bảng chữ cái phiên âm của Quân đội Hải quân sử dụng các từ tiếng Anh để cho dễ dàng hơn. Vì người ta xác định rằng việc đánh vần tất cả các thuật ngữ quân sự từng chữ cái thành từng chữ trong khi chiến đấu sẽ tốn quá nhiều thời gian, một số thuật ngữ, khái niệm, chiến thuật và công cụ của chiến tranh hiện đại đã được đưa ra các danh pháp mô tả chính thức duy nhất ở Navajo. Ví dụ, từ cá mập dùng để chỉ tàu khu trục, trong khi lá sồi bạc chỉ cấp bậc trung tá.
Một cuốn sách mã đã được xuất bản để dạy nhiều từ và khái niệm có liên quan cho những người mới nhập môn. Văn bản chỉ dành cho mục đích học tập và không bao giờ được mang chiến trường. Những người nói mã phải ghi nhớ tất cả các biến thể này và thực hành sử dụng nhanh chóng trong điều kiện chiến tranh. Những người nói Navajo không được qua đào tạo về công việc viết mã sẽ không biết thông điệp của những người nói mã có nghĩa là gì; họ sẽ chỉ nghe thấy các chuỗi bị cắt ngắn và rời rạc của các danh từ và động từ riêng lẻ, không liên quan.

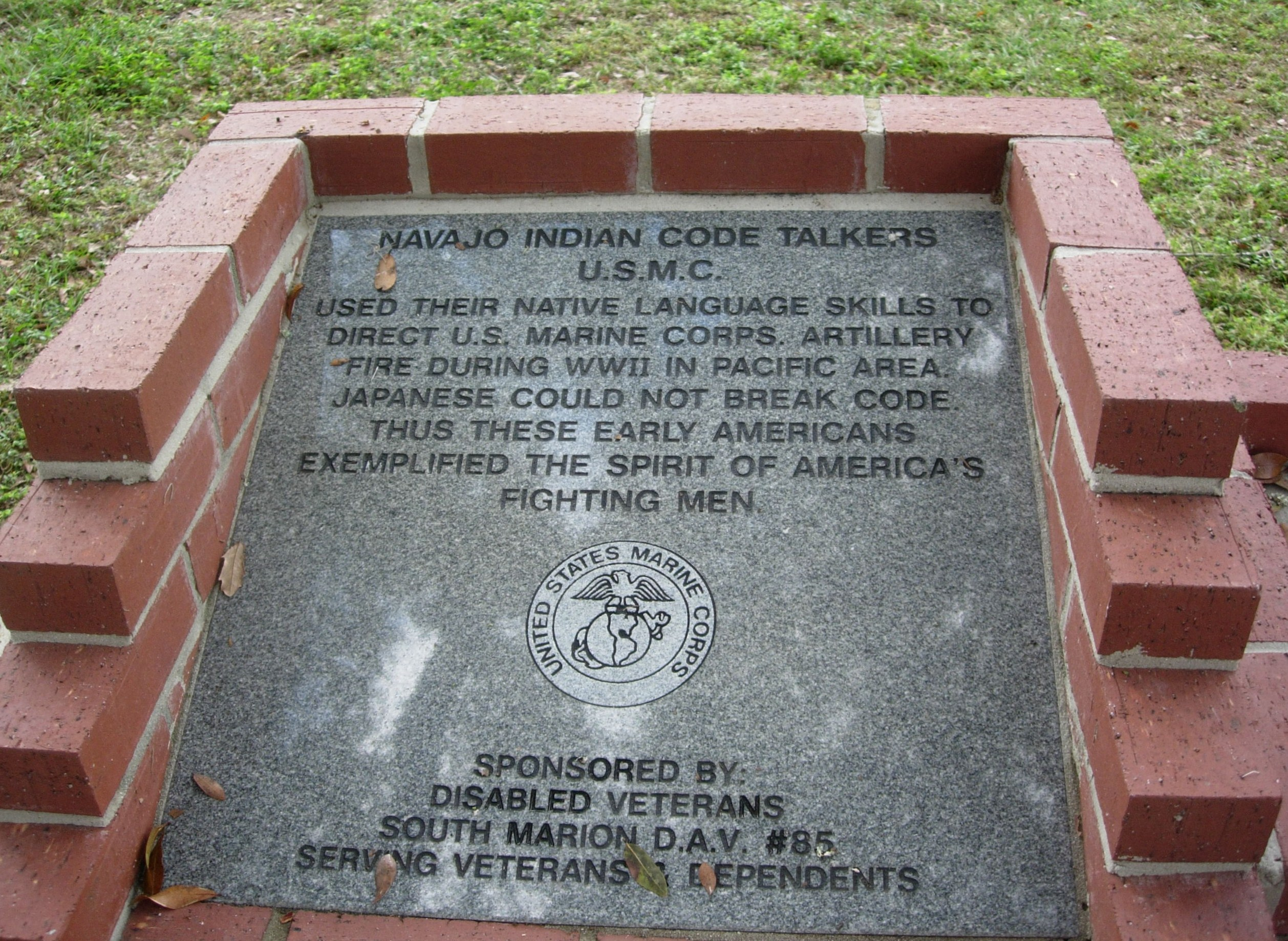
Bia đá tưởng niệm những người nói mã ở Ocala, Florida

Những người nói mật mã Navajo đã được khen ngợi về kỹ năng, tốc độ và độ chính xác mà họ đã thể hiện trong suốt cuộc chiến. Trong trận Iwo Jima, Thiếu tá Howard Connor, sĩ quan tín hiệu của Sư đoàn Thủy quân lục chiến số 5, có sáu người nói mật mã Navajo làm việc suốt ngày đêm trong hai ngày đầu của trận chiến. Sáu người này đã gửi và nhận hơn 800 tin nhắn, tất cả đều không có lỗi. Connor sau đó nói, "Nếu không có Navajos, Thủy quân lục chiến sẽ không bao giờ chiếm được Iwo Jima."
Sau sự cố khi mà những người nói mật mã Navajo bị nhầm lẫn với lính Nhật và bị bắt bởi những người lính Mỹ,quân đội Mỹ quyết định giao cho một số người nói mã một vệ sĩ riêng với nhiệm vụ chính là bảo vệ họ khỏi phe của họ. Theo Bill Toledo, một trong những nhóm quân đội có mệnh lệnh bí mật: nếu người của họ có nguy cơ bị bắt, họ phải bắn anh ta để bảo vệ mật mã. May mắn thay, không ai từng phải làm như vậy.
Để đảm bảo việc sử dụng nhất quán các thuật ngữ về mật mã trên khắp Thái Bình Dương, những người nói mã đại diện của từng sư đoàn Thủy quân lục chiến Hoa Kỳ đã gặp nhau tại Hawaii để thảo luận về những thiếu sót trong mã, kết hợp các thuật ngữ mới vào hệ thống và cập nhật sổ mã của họ. Những người đại diện này, đến lượt mình, đào tạo những người nói mật mã khác, những người không thể tham dự lớp học. Khi còn trong thời chiến tranh, các từ mã bổ sung đã được thêm vào và kết hợp vào trong toàn bộ chương trình. Trong các trường hợp khác, các từ mã phím tắt không chính thức được sử dụng cho một chiến dịch cụ thể và không được phổ biến ra các khu vự quân sự khác. Ví dụ về các từ mã bao gồm từ Navajo như buzzard, jeeshóóʼ, được sử dụng cho máy bay ném bom, trong khi từ mã được sử dụng cho tàu ngầm ,, có nghĩa là cá sắt trong tiếng Navajo. Người cuối cùng trong số 29 người nói mã Navajo ban đầu, người đã phát triển mã, Chester Nez, đã từ trần vào ngày 4 tháng 6 năm 2014.
Bốn trong số chín người nói mã Navajo cuối cùng được phục vụ trong quân đội đã qua đời vào năm 2019: Alfred K. Newman qua đời vào ngày 13 tháng 1 năm 2019, ở tuổi 94. Vào ngày 10 tháng 5 năm 2019, Fleming Begaye Sr. qua đời ở tuổi 97. Thượng nghị sĩ bang New Mexico John Pinto, được bầu vào năm 1977, qua đời tại văn phòng vào ngày 24 tháng 5 năm 2019.
Việc tiếp tục chiến dịch về những người nói mã Navajo tiếp tục trong suốt Chiến tranh Triều Tiênư và sau đó, cho đến khi kết thúc trong Chiến tranh Việt Nam. Mật mã Navajo là mã quân sự duy nhất chưa từng bị giải mã.

### Nubian
Trong Chiến tranh Ả Rập-Israel năm 1973, Ai Cập đã tuyển dụng người Nubia nói tiếng Nubian làm người nói mật mã.

### Tlingit
Trong Thế chiến thứ hai, những người lính Mỹ đã sử dụng ngôn ngữ Tlingit như một mật mã chống lại lực lượng Nhật Bản. Hành động của họ vẫn chưa được biết đến, ngay cả sau khi chính Phủ công bố những người nói mã và công bố những người nói mã Navajo. Tưởng nhớ về 5 người nói mật mã Tlingit đã qua đời đã được cơ quan lập pháp Alaska vinh danh vào tháng 3 năm 2019.

### Welsh
Một hệ thống sử dụng ngôn ngữ xứ Wales đã được quân đội Anh sử dụng trong Thế chiến thứ hai, nhưng không nhiều. Năm 1942, Không quân Hoàng gia Anh đã phát triển một kế hoạch sử dụng tiếng Wales để liên lạc bí mật, nhưng nó không bao giờ được thực hiện. Tiếng Wales gần đây được sử dụng nhiều hơn trong các cuộc Chiến tranh Nam Tư cho các thông điệp không quan trọng.

### Wenzhounese
Trung Quốc sử dụng những người nói tiếng Wenzhounese (tiếng Ôn Châu) làm mật mã trong Chiến tranh biên giới Trung-Việt năm 1979.